# Démographie de Midi-Pyrénées

Drapeau de la région

Au 1er janvier 2009, le nombre d'habitants de la région Midi-Pyrénées était estimé à 2 863 000 habitants, soit plus ou moins 4,4 % de la population de la France métropolitaine. Le rythme de croissance démographique de la région est un des plus élevés de France. Il est avant tout dû au solde migratoire (+ 1,00 % par an depuis 1999), le solde naturel étant très faible (+ 0,12 % annuellement).

## Évolution de la population
| Années | Population au 1er janvier | Population au 1er janvier | Population au 1er janvier | Population au 1er janvier | Population au 1er janvier | Population au 1er janvier | Population au 1er janvier | Population au 1er janvier | Population au 1er janvier |
| Années | département de l'Ariège   | département de l'Aveyron  | département du Gers       | Haute-Garonne             | département du Lot        | Hautes- Pyrénées          | département du Tarn       | Tarn- et-Garonne          | Midi-Pyrénées             |
| ------ | ------------------------- | ------------------------- | ------------------------- | ------------------------- | ------------------------- | ------------------------- | ------------------------- | ------------------------- | ------------------------- |
| 1801   | 196 454                   | 318 340                   | 257 604                   | 339 574                   | 261 207                   | 174 741                   | 270 908                   | 228 000                   | 2 046 828                 |
| 1851   | 267 435                   | 394 183                   | 307 479                   | 481 610                   | 296 224                   | 250 934                   | 363 073                   | 237 553                   | 2 598 491                 |
| 1901   | 210 527                   | 412 074                   | 238 448                   | 448 481                   | 226 720                   | 215 546                   | 332 093                   | 165 669                   | 2 249 558                 |
| 1936   | 155 134                   | 314 682                   | 192 451                   | 458 647                   | 162 572                   | 188 504                   | 298 000                   | 164 629                   | 1 934 590                 |
| 1954   | 140 010                   | 292 727                   | 185 111                   | 525 669                   | 147 754                   | 203 544                   | 308 197                   | 172 379                   | 1 975 391                 |
| 1962   | 137 192                   | 290 442                   | 182 264                   | 594 633                   | 149 929                   | 211 433                   | 319 560                   | 175 847                   | 2 061 300                 |
| 1968   | 139 000                   | 282 000                   | 182 000                   | 691 000                   | 151 198                   | 226 000                   | 332 000                   | 183 572                   | 2 184 846                 |
| 1975   | 137 857                   | 278 306                   | 175 366                   | 777 431                   | 150 778                   | 227 222                   | 338 024                   | 183 314                   | 2 268 298                 |
| 1982   | 135 725                   | 278 654                   | 174 154                   | 824 501                   | 154 533                   | 227 922                   | 339 345                   | 190 485                   | 2 325 319                 |
| 1990   | 136 681                   | 270 408                   | 174 746                   | 925 116                   | 155 970                   | 224 919                   | 342 946                   | 200 295                   | 2 431 081                 |
| 1994   | 136 613                   | 267 025                   | 173 194                   | 979 110                   | 157 694                   | 223 834                   | 342 309                   | 203 854                   | 2 483 633                 |
| 1995   | 136 496                   | 266 473                   | 172 650                   | 991 133                   | 157 977                   | 223 936                   | 341 873                   | 204 268                   | 2 494 806                 |
| 1996   | 136 219                   | 265 492                   | 172 560                   | 1 004 166                 | 158 363                   | 223 560                   | 341 940                   | 204 642                   | 2 506 942                 |
| 1997   | 136 544                   | 265 027                   | 172 401                   | 1 016 846                 | 159 074                   | 223 109                   | 342 116                   | 205 208                   | 2 520 325                 |
| 1998   | 136 732                   | 264 419                   | 172 580                   | 1 029 466                 | 159 657                   | 222 764                   | 342 629                   | 205 519                   | 2 533 766                 |
| 1999   | 137 201                   | 264 048                   | 172 484                   | 1 044 208                 | 160 230                   | 222 631                   | 343 444                   | 206 029                   | 2 550 275                 |
| 2000   | 138 297                   | 264 987                   | 173 372                   | 1 060 568                 | 161 263                   | 223 620                   | 345 776                   | 208 032                   | 2 575 915                 |
| 2001   | 139 689                   | 266 196                   | 174 443                   | 1 078 907                 | 162 526                   | 224 689                   | 348 875                   | 210 366                   | 2 605 691                 |
| 2002   | 141 300                   | 267 607                   | 175 818                   | 1 098 451                 | 163 979                   | 225 994                   | 352 500                   | 213 207                   | 2 638 856                 |
| 2003   | 142 960                   | 269 110                   | 177 152                   | 1 118 196                 | 165 502                   | 227 381                   | 356 055                   | 216 182                   | 2 672 538                 |
| 2004   | 144 756                   | 270 416                   | 178 637                   | 1 138 704                 | 167 018                   | 228 824                   | 359 782                   | 219 125                   | 2 707 262                 |
| 2005   | 146 257                   | 271 258                   | 179 662                   | 1 155 838                 | 168 000                   | 229 858                   | 362 746                   | 221 335                   | 2 734 954                 |
| 2006   | 146 289                   | 273 377                   | 181 375                   | 1 186 330                 | 169 531                   | 227 736                   | 374 028                   | 226 849                   | 2 776 822                 |
| 2007   | 148 568                   | 274 425                   | 183 615                   | 1 202 920                 | 171 173                   | 228 594                   | 369 501                   | 231 763                   | 2 810 559                 |
| 2008   | 150 201                   | 275 889                   | 185 266                   | 1 217 344                 | 172 796                   | 229 079                   | 371 738                   | 235 915                   | 2 838 228                 |
| 2009   | 151 117                   | 277 048                   | 187 181                   | 1 230 820                 | 173 562                   | 229 670                   | 374 018                   | 239 291                   | 2 862 707                 |
| 2010   | 152 038                   | 276 805                   | 188 159                   | 1 243 641                 | 174 578                   | 229 458                   | 375 379                   | 241 698                   | 2 881 756                 |
| 2011   | 153 274                   | 279 054                   | 189 688                   | 1 253 747                 | 175 997                   | 231 323                   | 378 429                   | 243 662                   | 2 905 174                 |
| 2012   | 154 546                   | 281 370                   | 191 262                   | 1 264 154                 | 177 457                   | 233 242                   | 381 570                   | 245 684                   | 2 929 285                 |
| 2013   | 152 684                   | 277 740                   | 190 276                   | 1 298 562                 | 173 758                   | 228 868                   | 381 927                   | 250 342                   | 2 954 157                 |
| Années | département de l'Ariège   | département de l'Aveyron  | département du Gers       | Haute-Garonne             | département du Lot        | Hautes- Pyrénées          | département du Tarn       | Tarn- et-Garonne          | Midi-Pyrénées             |

Sources : INSEE,,, et IAURIF.
La croissance démographique augmente au fil des dernières décennies mais est assez hétérogène selon les départements. En effet, la population de certain département sont aujourd'hui en décroissance, comme c'est le cas pour l'Aveyron, le Gers ou encore les Hautes-Pyrénées, alors que les autres continuent de voir leur population s'accroître. Entre 1990 et 1999, la population a augmenté de 119 000 habitants (plus ou moins 13 000 par an) et de 226 000 personnes entre 1999 à 2006, soit plus du double avec 32 000 habitants supplémentaires en moyenne. Sous l'effet d'une importante migration surtout interrégionale, la progression a donc plus que doublé. Et le département de Haute-Garonne, avec Toulouse comme chef-lieu s'est taillé la part du lion : plus de 142 000 nouveaux résidents en sept ans ou 13,5 % de plus, soit une moyenne de plus de 20 000 par an. C'est une des progressions les plus élevées de métropole.
À noter aussi la performance très forte du Tarn-et-Garonne qui gagne plus de 13 000 habitants de 1999 à 2005. Par ailleurs, le Tarn sur lequel s'étend désormais une partie de l'aire urbaine de Toulouse, progresse de plus de 19 000 habitants en six ans, ce qui le propulse dans le peloton de tête des départements les plus dynamiques de France. Le reste de la région (Aveyron, Gers et Hautes-Pyrénées) connaît un développement un peu moindre quoique souvent fort positif. On constate une poussée démographique du Gers: alors qu'en 2005, un scénario central (INSEE) lui prévoyait seulement 184 000 habitants en 2030, ce chiffre semblerait déjà atteint, voire dépassé en 2008.
En examinant en détail la carte démographique de la région, on constate que l'essentiel de l'accroissement démographique se concentre le long d'un axe Nord-Sud qui va de Brive-la-Gaillarde en Corrèze, jusque Foix en Ariège, plus ou moins le long de la route nationale 20 (Paris-Barcelone).

## Mouvement naturel de la population

### Naissances et décès par département
Chiffres fournis par l'INSEE,,.
| Département     | 2000   | 2000   | 2000  | 2004   | 2004   | 2004  | 2005   | 2005   | 2005  | 2006   | 2006   | 2006  |
| Département     | Naiss. | Décès  | Solde | Naiss. | Décès  | Solde | Naiss. | Décès  | Solde | Naiss. | Décès  | Solde |
| --------------- | ------ | ------ | ----- | ------ | ------ | ----- | ------ | ------ | ----- | ------ | ------ | ----- |
| Ariège          | 1 377  | 1 846  | -469  | 1 412  | 1 751  | -239  | 1 389  | 1 784  | -395  | 1 499  | 1 670  | -171  |
| Aveyron         | 2 654  | 3 211  | -557  | 2 614  | 3 011  | -397  | 2 701  | 3 335  | -634  | 2 829  | 3 156  | -327  |
| Haute-Garonne   | 13 844 | 8 199  | 5 645 | 13 900 | 8 066  | 5 834 | 14 233 | 8 235  | 5 998 | 14 957 | 8 069  | 6 888 |
| Gers            | 1 642  | 2 190  | -548  | 1 625  | 2 039  | -414  | 1 666  | 2 119  | -453  | 1 580  | 2 064  | -484  |
| Lot             | 1 589  | 2 002  | -413  | 1 430  | 1 942  | -512  | 1 477  | 2 066  | -589  | 1 563  | 1 919  | -356  |
| Hautes-Pyrénées | 2 260  | 2 757  | -497  | 2 186  | 2 504  | -318  | 2 095  | 2 670  | -575  | 2 284  | 2 508  | -224  |
| Tarn            | 3 746  | 3 923  | -177  | 3 611  | 3 673  | -62   | 3 837  | 3 914  | -77   | 3 933  | 3 746  | 187   |
| Tarn-et-Garonne | 2 361  | 2 289  | 72    | 2 591  | 2 153  | 438   | 2 590  | 2 355  | 235   | 2 823  | 2 217  | 606   |
| Midi-Pyrénées   | 29 473 | 26 417 | 3 056 | 29 369 | 25 139 | 4 230 | 29 988 | 26 478 | 3 510 | 31 468 | 25 349 | 6 118 |

Seuls le Tarn et surtout le Tarn-et-Garonne et la Haute-Garonne ont un solde naturel positif. Celui-ci est fort important en Haute-Garonne, lié à la jeunesse relative de ce département. Par contre dans les six autres départements, le solde négatif est parfois très important (sauf le Tarn) et conduirait à une baisse accélérée de la population, s'il n'y avait l'immigration pour inverser la tendance. Mais la situation n'est pas si noire qu'on pourrait le penser. Dans la plupart des départements de la région, on peut remarquer une hausse régulière et parfois importante du chiffre des naissances ces dernières années (Ariège, Aveyron, Tarn et bien sûr Tarn-et-Garonne), si bien que les soldes négatifs sont en forte décroissance. Si ce mouvement se poursuit, cela annonce peut-être un profond renouveau.

### Fécondité par département
De 1999 à 2003, le nombre moyen d'enfants par femme ou indice conjoncturel de fécondité a été le suivant, pour chaque département et pour l'ensemble de la région :
| Département           | Fécondité 1999 | Fécondité 2000 | Fécondité 2001 | Fécondité 2002 | Fécondité 2003 | Fécondité 2004 | Fécondité 2005 |
| --------------------- | -------------- | -------------- | -------------- | -------------- | -------------- | -------------- | -------------- |
| Ariège                | 1,58           | 1,78           | 1,68           | 1,75           | 1,83           | 1,90           |                |
| Aveyron               | 1,65           | 1,77           | 1,81           | 1,82           | 1,80           | 1,90           |                |
| Haute-Garonne         | 1,57           | 1,64           | 1,64           | 1,60           | 1,61           | 1,59           |                |
| Gers                  | 1,59           | 1,73           | 1,84           | 1,69           | 1,82           | 1,85           |                |
| Lot                   | 1,70           | 1,78           | 1,79           | 1,74           | 1,80           | 1,70           |                |
| Hautes-Pyrénées       | 1,65           | 1,72           | 1,73           | 1,71           | 1,70           | 1,78           |                |
| Tarn                  | 1,62           | 1,85           | 1,77           | 1,81           | 1,80           | 1,83           |                |
| Tarn-et-Garonne       | 1,77           | 1,91           | 2,01           | 1,97           | 1,98           | 2,16           |                |
| Midi-Pyrénées         | 1,59           | 1,70           | 1,70           | 1,67           | 1,69           | 1,71           |                |
| France métropolitaine | 1,79           | 1,87           | 1,88           | 1,87           | 1,87           | 1,90           | 1,92           |

La fécondité en Tarn-et-Garonne connaît une progression impressionnante. Avec 22 % de hausse en cinq ans, elle est tout à fait hors-normes en France. Le Tarn, l'Aveyron, le Gers et surtout l'Ariège, affichent eux aussi une forte remontée. Pour le reste, le point noir semble être le département de la Haute-Garonne qui, vu son importante population, tire l'ensemble de la région vers le bas.

### Répartition des naissances par nationalité de la mère
Chiffres de l'INSEE pour l'année 2004 :
|                  | Ensemble | Mères françaises | Mères étrangères | Mères étrangères | Mères étrangères | Mères étrangères | Mères étrangères | Mères étrangères | Mères étrangères |
| Total étrangères | Ensemble | Mères françaises | Algérie          | Espagne          | Italie           | Portugal         | Maroc            | Tunisie          |                  |
| ---------------- | -------- | ---------------- | ---------------- | ---------------- | ---------------- | ---------------- | ---------------- | ---------------- | ---------------- |
| Ariège           | 1.412    | 1.347            | 65               | 4                | 0                | 0                | 8                | 15               | 1                |
| Aveyron          | 2.614    | 2.471            | 143              | 20               | 1                | 0                | 15               | 40               | 1                |
| Haute-Garonne    | 13.900   | 12.394           | 1.506            | 342              | 44               | 13               | 49               | 250              | 60               |
| Gers             | 1.625    | 1.533            | 92               | 3                | 4                | 2                | 8                | 20               | 1                |
| Lot              | 1.430    | 1.357            | 73               | 4                | 3                | 0                | 8                | 18               | 0                |
| Hautes-Pyrénées  | 2.186    | 2.086            | 100              | 8                | 5                | 0                | 10               | 23               | 3                |
| Tarn             | 3.611    | 3.359            | 252              | 58               | 6                | 1                | 22               | 69               | 2                |
| Tarn-et-Garonne  | 2.591    | 2.349            | 242              | 15               | 2                | 3                | 19               | 106              | 3                |
| Midi-Pyrénées    | 29.369   | 26.896           | 2.473            | 454              | 65               | 19               | 139              | 541              | 71               |
| -- légitimes     | 14.372   | 12.574           | 1.798            | 359              | 43               | 14               | 93               | 476              | 66               |
| -- hors-mariage  | 14.997   | 14.322           | 675              | 95               | 22               | 5                | 46               | 65               | 5                |

## L'immigration étrangère
Note :
Par immigré on entend quelqu'un résidant en France, né étranger à l'étranger. Il peut être devenu français par acquisition ou avoir gardé sa nationalité étrangère. Par contre le groupe des étrangers est constitué par l'ensemble des résidents ayant une nationalité étrangère, qu'ils soient nés en France ou hors de France. Rappelons que les enfants nés en France de parents étrangers sont étrangers, mais deviennent Français de plein droit à 18 ans, s'ils y résident et y ont résidé de manière continue ou discontinue pendant cinq années depuis l'âge de 11 ans et s'ils ne désirent pas conserver leur nationalité d'origine. Cependant, dès l'âge de 13 ans, les parents peuvent demander la nationalité française pour leur enfant, avec son accord (sous condition d'avoir résidé cinq ans en France depuis l'âge de 8 ans). De plus le mineur de 16 ans accomplis peut faire la demande d'acquisition anticipée de la nationalité sans l'accord de ses parents et sous les mêmes conditions de durée de résidence en France durant cinq années depuis l'âge de 11 ans.

### Nombre d'étrangers et de Français par acquisition
Nombre d'étrangers et de naturalisés en France et en région Midi-Pyrénées, au recensement de 1999 :
|                                  | France métropolitaine | Région Midi-Pyrénées |
| -------------------------------- | --------------------- | -------------------- |
| Français                         | 55 257 500            | 2 452 222            |
| -- dont Français par acquisition | 2 355 300             | 119 334              |
| Étrangers                        | 3 263 200             | 100 474              |
| Total                            | 58 520 700            | 2 552 696            |

### Répartition de la population étrangère en 1999
|                      | France métropolitaine | Région Midi-Pyrénées |
| -------------------- | --------------------- | -------------------- |
| Union européenne     | 1 195 500             | 51 265               |
| -- dont Portugais    | 553 700               | 15 973               |
| -- dont Espagnols    | 161 800               | 12 402               |
| -- dont Italiens     | 201 700               | 7 047                |
| -- dont Britanniques | 93 500                | 6 307                |
| Hors Europe          | 2 067 700             | 49 209               |
| -- dont Marocains    | 504 100               | 18 033               |
| -- dont Algériens    | 477 500               | 10 158               |
| -- dont Tunisiens    | 154 400               | 2 625                |
| -- dont Turcs        | 208 000               | 1 835                |
| Total                | 3 263 200             | 100 474              |

## Les migrations interrégionales
La croissance et le dynamisme démographique de la région repose essentiellement sur l'immigration. L'excédent naturel est très faible (+ 0,12 % en moyenne annuelle entre 1999 et 2004 contre + 0,4 % de moyenne nationale. Seuls les départements de Tarn-et-Garonne et de Haute-Garonne affichent un excédent des naissances sur les décès.
La croissance démographique, plus importante depuis 1999 que durant les années 1990, résulte, comme au cours de la décennie précédente, d’arrivées bien plus nombreuses que de
départs. Cet apport migratoire s'est accentué, passant de 11 000 migrants par an en
moyenne entre 1990 et 1999 à 16 000 migrants annuellement depuis lors.
En fait on constate que les flux d'entrée et de sortie avec les autres régions françaises ont progressé dans les deux sens, mais les arrivées en région Midi-Pyrénées ont plus augmenté que les départs, ce qui a entraîné une hausse de l'excédent migratoire de la région. Au total, du fait de l'intensité de ces mouvements migratoires, les arrivants depuis 1999 de plus de 4 ans (y compris en provenance des DOM-TOM et de l'étranger), représentent en 2004 près de 11 % de la population de la région. Si cette situation devait perdurer on assisterait à un renouvellement presque total de la population d'ici l'an 2050, du moins dans les zones de forte immigration (axe Nord-Sud: Lot, Tarn-et-Garonne-Haute-Garonne et partiellement Ariège).

### Principaux flux de l'immigration interrégionale
Les chiffres suivants concernent les migrants de métropole âgés de 5 ans et plus, entre le 1er janvier 1999 et le 1er janvier 2004, c’est-à-dire sur une période de cinq ans.
| région         | émigration vers | immigration depuis | solde migratoire |
| -------------- | --------------- | ------------------ | ---------------- |
| Île-de-France  | 25 800          | 55 800             | 30 000           |
| Aquitaine      | 27 600          | 29 100             | 1 500            |
| Languedoc      | 22 400          | 23 200             | 800              |
| PACA           | 11 500          | 17 100             | 5 600            |
| Autres régions | 47 600          | 89 300             | 41 700           |
| Total          | 134 900         | 214 500            | 79 600           |

Les nouveaux venus sont jeunes (70 % ont moins de 40 ans, contre seulement 45 % pour la totalité de la population régionale). Ils sont aussi beaucoup plus diplômés. En effet, 41 % des adultes sont diplômés de l’enseignement supérieur, alors que ce chiffre n'est que de 22 % pour la population totale de la région. Grâce à cela, la population de Midi-Pyrénées est désormais plus diplômée que la moyenne nationale.

### Analyse par âge des migrants
Les immigrants (interrégionaux et internationaux) sont beaucoup plus jeunes que la population moyenne de la région, et le nombre des jeunes tend à s'accroître entre les périodes 1990-1999 et 1999-2004 :
| groupes d'âges | Solde migratoire annuel pour 10.000 habitants | Solde migratoire annuel pour 10.000 habitants | Comparaison 1999-2004 avec régions voisines | Comparaison 1999-2004 avec régions voisines |
| groupes d'âges | 1990-1999                                     | 1999-2004                                     | Aquitaine                                   | Languedoc                                   |
| -------------- | --------------------------------------------- | --------------------------------------------- | ------------------------------------------- | ------------------------------------------- |
| Tous les âges  | 47                                            | 67                                            | 61                                          | 99                                          |
| de 20 à 29 ans | 45                                            | 81                                            | 3                                           | 21                                          |
| de 30 à 59 ans | 49                                            | 71                                            | 77                                          | 120                                         |
| 60 ans et plus | 26                                            | 30                                            | 42                                          | 78                                          |

Lecture de ce tableau :
durant la période 1999-2004, pour 10.000 habitants de Midi-Pyrénées âgés de 20 à 29 ans, il y a eu annuellement 81 immigrants de cette tranche d'âges (20-29). Durant la même période, toujours pour 10 000 personnes de cette tranche d'âges, il n'y a eu annuellement que 3 immigrants en Aquitaine et 21 en Languedoc-Roussillon.
On constate tout de suite que le Languedoc-Roussillon reçoit beaucoup plus de personnes âgées (retraités venus passer une fin de vie sous le soleil) et l'Aquitaine reçoit beaucoup moins de jeunes personnes de 20 à 29 ans.

## Les mariages
En 2004, on a enregistré 11.038 mariages en région Midi-Pyrénées, dont :
- 9.332 entre deux conjoints français ;
- 236 entre conjoints étrangers	;
- 664 mariages mixtes entre époux français et épouse étrangère ;
- 806 mariages mixtes entre épouse française et époux étranger.

On assiste comme partout en France à un mélange assez généralisé de population française et étrangère, puisque sur 1 942 conjoints étrangers ayant contracté mariage, 1 470 (soit plus ou moins 75 %) l'avaient fait dans des mariages mixtes (contre 71 % pour l'ensemble de la métropole).
Ventilation des mariages mixtes
|                  | Total mariages mixtes | Nationalité du conjoint étranger | Nationalité du conjoint étranger | Nationalité du conjoint étranger | Nationalité du conjoint étranger |
| Italienne        | Total mariages mixtes | Espagnole                        | Portugaise                       | Algérienne                       |                                  |
| ---------------- | --------------------- | -------------------------------- | -------------------------------- | -------------------------------- | -------------------------------- |
| Époux français   | 664                   | 7                                | 9                                | 17                               | 90                               |
| Épouse française | 806                   | 8                                | 18                               | 37                               | 235                              |

Source :.

## Les principales aires urbaines
Les populations suivantes sont calculées d'après le territoire des aires urbaines dans leur extension définie lors du recensement de 1999.
| Aires urbaines | Date du recensement | Date du recensement | Date du recensement | Date du recensement |
| Aires urbaines | 1982                | 1990                | 1999                | 2007                |
| -------------- | ------------------- | ------------------- | ------------------- | ------------------- |
| Toulouse       | 737 448             | 841 152             | 964 797             | 1 118 477           |
| Tarbes         | 109 989             | 109 681             | 109 892             | 112 360             |
| Albi           | 79 885              | 83 918              | 85 960              | 95 960              |
| Montauban      | 69 290              | 72 848              | 75 158              | 80 100              |
| Rodez          | 59 927              | 63 390              | 65 267              | 69 217              |
| Castres        | 60 023              | 61 699              | 61 760              | 64 600              |
| Cahors         | 34 051              | 36 198              | 38 101              | 40 175              |
| Auch           | 34 632              | 36 459              | 35 958              | 37 700              |
| Millau         | 27 078              | 27 802              | 28 005              | 29 212              |
| Mazamet        | 28 694              | 27 812              | 26 186              | 28 088              |
| Pamiers        | 22 068              | 22 851              | 23 876              | 25 025              |
| Lourdes        | 22 974              | 22 373              | 21 549              | 23 222              |
| Decazeville    | 24 879              | 21 800              | 19 567              | 20 111              |

À l'inverse de ses voisines l'Aquitaine et le Languedoc-Roussillon, une seule grande ville, Toulouse, domine sans partage le paysage urbain de la région. De 1990 à 1999, Midi-Pyrénées avait progressé de 119 194 habitants, et Toulouse s'en est octroyé 123 645, soit plus que la totalité. Cependant les autres aires urbaines ont connu elles aussi un développement parfois fort sensible (Montauban, Rodez, Pamiers, Cahors, Albi). L'urbanisation a donc progressé et les zones rurales ont continué à se dépeupler. À noter la baisse continue des aires urbaines de Lourdes et de Mazamet tout au long de la période. Enfin pour Decazeville, il s'agit d'un véritable effondrement.
Des chiffres officieux plus récents existent pour l'aire toulousaine : la population serait passée à 1 117 000 début janvier 2007 (estimation INSEE et AUAT). La situation évolue rapidement à la suite du boom démographique de la région constaté depuis 1999.
De plus, une sensible remontée de l'aire urbaine de Lourdes serait également constatée depuis 1999.
Il en est de même pour toutes les autres aires urbaines de la région qui, depuis 1999, connaissent un profond renouveau démographique.